# Scott McKenna
Scott McKenna, född 12 november 1996, är en skotsk fotbollsspelare.

## Klubbkarriär
Den 23 september 2020 värvades McKenna av Nottingham Forest. Den 30 januari 2024 lånades han ut till danska FC Köpenhamn på ett låneavtal över resten av säsongen 2023/2024.

## Landslagskarriär
McKenna debuterade för Skottlands landslag den 23 mars 2018 i en 1–0-förlust mot Costa Rica.